# Ялынка
Ялынка — река в России, протекает по Туринскому району Свердловской области. Устье реки находится в 443 км по правому берегу реки Туры, на севере города Туринска. Длина Ялынки составляет 19 км. В 7,8 км от устья по правому берегу впадает река Наливная.

## Название
Название реки происходит от татарского ялын — «голый, обнажённый».

## Данные водного реестра
По данным государственного водного реестра России, Ялынка относится к Иртышскому бассейновому округу, водохозяйственный участок реки — Тура от впадения реки Тагил и до устья, без рек Тагил, Ница и Пышма, речной подбассейн Тобола, речной бассейн Иртыша.
Код объекта в государственном водном реестре — 14010502312111200006176.